# Gebauer-golyószóró
A Gebauer-golyószóró Gebauer Ferenc, a magyar Danuvia Ipari és Kereskedelmi Részvénytársaság konstruktőrének golyószóró tervezete, melyet a második világháború előtt fejlesztett ki, azonban rendszeresítésre és így sorozatgyártásra nem került.

## Történet
Gebauer Ferenc munkásságának középpontjában a repülőgép géppuska fejlesztése állt, azonban emellett harcjárművek fedélzeti géppuskáinak tervezésével is foglalkozott. Gebauer a gáznyomásos automatái tervezése során nem egymástól független szerkezeteket álmodott meg. Lőfegyvereinek azonos rendeltetésű részegységei formába öntésekor azonos modulokból indult ki.
1934 júniusában ismertetett egy 7,92 mm-es űrméretű, gáznyomásos, állítható tűzgyorsaságú, függőleges szekrénytárból tüzelő, 9,5 kilogramm súlyú géppuskát.

## A golyószóró működése
A lövés kiváltását követően, amikor a lövedék a csövet elhagyva a csőtoldalékba jut, a mögötte feltorlódott lőporgázok egy része a gázkamrába ömlik és nyomást gyakorol a gázdugattyúra, azt a zárvezetővel együtt hátra tolja. A mozgó zárvezető kényszerpályája kiemeli a reteszt a tok reteszelő vájatából és magával húzza a zártömböt is. A hátrasikló zártömb egyrészt végrehajtja az ürítést, másrészt összenyomja, előfeszíti a helyretolórugót. Hátsó holtpontjáról az előfeszített helyretolórugó hatására mellső helyzetbe sikló zárvezető a zártömb közbeiktatásával a tárból a soron következő töltényt a töltényűrbe tolja. A csőfarnak ütköző zár megáll, a zárvezető továbbhalad előre és kényszerpályája a reteszt lebillenti a tokvájatába, majd kiváltja a lövést (előreveti az ütőszeget, amely ráüt a csappantyúra).

## Szét- és összeszerelés
A szét- és összeszerelés műveletei a rendszeresített szerelékekkel (padiátverő, csavarhúzó) elvégezhető.
Szétszerelés:
- Töltetlenség ellenőrzése:
  - tár kivétele,
  - zár hátrafeszítése és hátsó helyzetben megtartása,
  - töltényűr töltetlenségének ellenőrzése,
  - zár mellső helyzetbe engedése
  - elsütőszerkezet fesztelenítése (elsütés) és biztosítás.
- Tokfedél levétele:
  - rögzítő oldása (jobb hátsó sarok, padiátverő használata),
  - fedél lehúzása a tok pereméről.
- Ütközőtok kiszerelése:
  - tokcsap kar hátra fordítása
  - ütközőtok elfordítása 45-al balra,
  - ütközőtok kivétele a tokból.
- Helyretoló-szerkezet kivétele.
- Fogantyú kiszerelése:
  - tokcsap kar előre fordítása, fogantyú levétele a tokról.
- Zárfeszítő kiszerelése:
  - rögzítő billentyű benyomása,
  - hátrahúzása ütközésig,
  - zárfeszítő kilincs benyomása,
  - zárfeszítő kihúzása a tokból.
- Zár kivétele a tokból.
- Gázdugattyú kihúzása a tokból.

Az összeszerelés a szétszerelés fordított sorrendjében történik.